# 魔法戦隊マジレンジャーの登場人物
魔法戦隊マジレンジャーの登場人物（まほうせんたいマジレンジャーのとうじょうじんぶつ）では、特撮テレビドラマシリーズ『魔法戦隊マジレンジャー』に登場する架空の人物、およびキャラクターを記述する。

## 小津家
天空聖者が地上人と結婚、誕生した一家。父親以外は地上人として暮らしていたのだが、インフェルシアの地上侵攻を機に母親が魔法使いであることを明かし、母親が行方不明となる直前に子供たち全員も魔法使いとなり、そして終盤で父親の弟子が次女と結婚したことにより一家で戦隊を形成する魔法家族が誕生する。
マジトピアの掟で、魔法使いや天空聖者は一般人に正体を明かしてはいけないという決まりがある。一方、インフェルシアには正体を隠すようなことはせず、変身後も本名で呼び合っている。そのため敵味方双方からマジレンジャーと呼称されることは少なく、様々な呼ばれ方をされている。
最終回（Final Stage）では最終決戦から1年後の生活が描かれる。

### 魔法戦隊マジレンジャー
初期メンバー5人は天空聖者と地上人のハーフ。兄妹は全員、トップとチェーンを繋ぐ金具部分に「M」のロゴが入ったペンダントを身に着けている。ヒカルから彼の家に代々伝わっていたお守りの指輪を贈られて以降は、右手中指にそれを着けている。魔法使いは自身と契約した天空聖者を師匠として修行をする描写があるが、5人の場合は劇場版まで直接会っていない。天空聖者は皆、現時代の5聖者守護隊である。
名前の頭文字を年齢順に並べると「（『小津＝オズ』の）ま（蒔人）・ほ（芳香）・う（麗）・つ（翼）・かい（魁）」。
スーパー戦隊シリーズの定番となっている戦士の名乗りのシーンは、今までレッドが最初に名乗りを上げていたが、本作品では長男（グリーン）、長女（ピンク）、次女（ブルー）、次男（イエロー）の順番になっており、最後に三男の末っ子（レッド）が名乗りを上げる。
名乗りの口上は「あふれる勇気を、魔法に変える！魔法戦隊マジレンジャー！」。最終回（Final Stage）では「勇気の絆が未来を拓く！我ら、魔法家族！魔法戦隊マジレンジャー！」。
小津 魁（）
演 - 橋本淳 / 10年前 - 鈴木敦也（Stage.27、Stage.36） / 15年前 - 松本昴徳（Stage.33）
小津家三男、末っ子の17歳。一人称は「俺」で、蒔人を「蒔人兄ちゃん」、芳香を「芳香姉ちゃん」と呼ぶが、麗と翼は「小さい姉さん（兄さん）」の略でそれぞれ「ちい姉」「ちい兄」と呼ぶ。
現役高校生という歳の若さに加え「無茶しすぎる」という理由から母から唯一マージフォンを与えられなかったが、自身の勇気からマージフォンを出現させたことで正式にマジレンジャーとなる。5人中で最も高い潜在能力を秘めている。
普段は桐東高校の2年生で、所属しているサッカー部（ポジションはフォワード）のマネージャー・山崎由佳に想いを寄せている。勉強はイマイチで、「成績が下がったらマジレンジャーから外す」と翼に言われたことがある。末っ子のせいかまだまだ未熟で子供っぽいが、それゆえ曲がったことを嫌うストレートな性格の持ち主で、正義感に篤い。思いついたら即行動のタイプだが、先走って早合点になることもしばしば。また父の記憶がほとんどないことに寂しさを感じることもある。
2年前、動物園から脱走した熊に襲われて重傷を負ったことがある。
ン・マとの最終決戦後は、インフェルシアと人間界をつなぐ「インフェルシア親善大使」になり、髪型も赤いメッシュを入れるなどやや荒めに変化している。
- スーパー戦隊シリーズのレッドとしては当時歴代最年少である。東映プロデューサーの塚田英明は、レッドを末っ子に設定した理由について、一番未熟な方が描きやすいからとしている。
- 演じる橋本は、最初の半年ほどはどうすれば従来のレッドのようになれるか思い悩んでいたが、本作品のレッドは他とは異なるのだということに気づいて吹っ切れてからは魁らしさを出せるようになったと述べている。

マジレッド
声 - 橋本淳、スーツアクター - 高岩成二、羽賀亮洋
小津魁が5聖者守護隊の炎を司る天空聖者フレイジェルの力によって変身する戦士。名乗り口上は「燃える炎のエレメント」。
炎を操る赤の魔法使いで、得意な魔法は物質変換をする練成術（錬成魔法）。
魔法大変身で炎の剣を持つマジマジン・マジフェニックスに2段変身する。
- マジレッドのスーツアクターを務めた高岩成二は、魁の設定年齢の17歳という要素よりも末っ子の要素を押し出し、あっけらかんとしたキャラクターであったマジピンク（芳香）に乗っかってわちゃわちゃすれば末っ子のように見えると思ったといい、あえて極端に振って、怒りのシーンなどでは、あからさまに感情をためずにストレートに出していたという。

レジェンドマジレッド
声 - 橋本淳、スーツアクター - 高岩成二、羽賀亮洋、福沢博文
レジェンドパワーを得たマジレッドの強化形態。
強力な炎の魔法を用い、ダイヤルロッドを用いた格闘術も得意とする。
その後の作品への登場
『海賊戦隊ゴーカイジャー』
第2話、第3話に歴代スーパー戦隊34組の1人としてゲスト出演。詳しくは海賊戦隊ゴーカイジャーを参照。

小津 翼（）
演 - 松本寛也 / 10年前 - 小池唯我（Stage.27、Stage36、Stage.43）/ 15年前 - 関優貴（Stage.33）
小津家次男の第4子で19歳。一人称は「俺」で、蒔人を「兄貴」、姉2人のうち、芳香を「芳姉（ほうねえ）」、麗を「麗姉（うらねえ）」、魁を呼び捨てで呼ぶ。
魔法薬の調合を得意とし、様々な薬や魔法を調合・開発する。
兄妹の中ではもっとも洞察力が高く現実的に物事を見るタイプで、他の兄妹やヒカルも動揺する事態にすら冷静に対処することも多い。ただし、気障でいささかな無愛想な態度と、皮肉をよく口にすることがあることから誤解を招くことも多く、そのせいか人付き合いは苦手で、魁とは喧嘩することもしばしばで、単独行動が多い。「俺（蒔人）がいない時は次男のお前（翼）が長男だ」と幼いころから、兄・蒔人に教え込まれ反発していたが、姉たちを守れずパニックに陥ってしまったこともある。「蒔人がいないときは翼が長男」ということもあってか、サブリーダー的存在。現在の職業は劇中では語られていないが、高校時代はボクシング部に所属しており、全国大会に出場した経験もあることからプロボクサーを目指していたが、マジレンジャーとしての活動のため、一時的にジムを辞めている。ン・マとの戦いを終えてからは髪型を変えた彼がトレーニングに励んでいる描写がある。ニンジンが苦手。
- 演じる松本は、プロデューサーから翼はマザコンだと説明を受け、上京したてで親のありがたみを感じていた当時の自身の境遇と重ね合わせていたという。
- 当初はダンスが得意という設定が存在したが、劇中では描写されなかった。

マジイエロー
声 - 松本寛也、スーツアクター - 今井靖彦
小津翼が5聖者守護隊の雷を司る天空聖者ボルジェルの力によって変身する戦士。名乗り口上は「走る雷（）のエレメント」。マスクのモチーフはガルーダ。
雷を操る黄色の魔法使いである。空中戦に秀で、ボクシングを応用したパンチも得意とする。マジスティックボーガンを武器とするため、スナイパーとしての自負を感じさせるセリフもある。
魔法大変身で空を駆けるマジマジン・マジガルーダに2段変身する。
レジェンドマジイエロー
声 - 松本寛也、スーツアクター - 今井靖彦
レジェンドパワーを得たマジイエローの強化形態。
強力な雷撃魔法を用い、スピードと跳躍力も秀でる。またダイヤルロッドをダイヤルロッドボーガンに変形させることができる。
その後の作品への登場
『轟轟戦隊ボウケンジャーVSスーパー戦隊』
プロテストに合格してプロボクサーになっており、共英ボクシングジム所属。本作品時点では日本スーパーバンタム級チャンピオンで、WBC同級ランキング第10位となっている。高丘 映士（ボウケンシルバー）が自身を尋ねて来た際は試合中だったため全く無視していたが、後に他の先輩戦士と共に彼の元に駆けつける。スーパー戦隊住所録に記載されているファイルナンバーは“MAGI05002”、住所は「東京都土呂市観座州5-2-13」。
『手裏剣戦隊ニンニンジャー』
忍びの38にゲスト出演。アオニンジャーこと加藤・クラウド・八雲がイギリス留学していた魔法学校の臨時講師として登場。
八雲に会うためにイギリスを飛び出した魔法学校の校長の娘・エレナ（演：小林星蘭）を連れ戻すために帰国し、ニンニンジャーが妖怪アミキリと戦っている最中に彼女の前に姿を現す。決戦後はアミキリによって破損した八雲のステッキと天晴の忍者一番刀をマージフォンによる魔法で修復し、天晴たちの前でマジイエローに魔法変身してエレナと共にスカイホーキーでイギリスへと帰っていった。
翼が登場した場面でのキャラクターテロップは『マジレンジャー』と同じロゴが使用されている。
『ヒーローママ☆リーグ』
芳香に連絡を入れる役割で登場。

小津 麗（）
演 - 甲斐麻美 / 10年前 - 岡室穂香（Stage.27）、斉藤光香（Stage.36、Stage.43） / 15年前 - 上原理彩（Stage.33）
小津家次女の第3子で20歳。一人称は「私」で、蒔人を「お兄ちゃん」、芳香を「芳香ちゃん」、翼と魁を呼び捨てで呼ぶ。
魁が父親似なら彼女は母親似で、母と同じ占いを水晶玉を使って行える。ただしいくつか制限があり、自分のことは占えない。
大らかで生真面目な性格のしっかり者。幼少のころから成績優秀かつ姉の芳香が頼りないせいか、深雪からも母親代わりを期待され、両親不在時は彼女が母親位置を務める。
常に聞き役に徹する反面、真面目すぎるために逡巡したりすることも多く、真面目さゆえに猪突猛進するなど自分の悩みやストレスを溜め込んでしまうタイプで何かの拍子でそれを爆発させたら手に負えない。
冥獣人サムライ シチジューローに絆を断ち切られた際には家族思いな性格が反転したのか、極度の個人主義者になってしまい、「プジョー・307」をローンで購入し、一人暮らしを始めてしまった。普段は穏やかだが怒らせると兄妹で一番怖く、相手に手を上げることも少なくないが、弟がピンチの時は、たとえ兄弟ゲンカの最中でも自分が犠牲になって飛び込む一面がある。落ち込むと鍋磨きをする癖がある。幼いころの魁のイタズラが原因でカエルが苦手。ヒカルとは次第に恋愛関係を窺わせる描写が多々見られ、終盤でついに告白し結婚式を挙げる。最終決戦後はヒカルとともにマジトピアで暮らしている。
マジブルー
声 - 甲斐麻美、スーツアクター - 野川瑞穂
小津麗が5聖者守護隊の水を司る天空聖者スプラジェルの力によって変身する戦士。名乗り口上は「たゆたう水のエレメント」。
水のエレメントを操る青の魔法使いである。海辺や水中での戦いを得意とする。
魔法大変身で水中戦を得意とするマジマジン・マジマーメイドに2段変身する。
レジェンドマジブルー
声 - 甲斐麻美、スーツアクター - 野川瑞穂
レジェンドパワーを得たマジブルーの強化形態。マスクには人魚の背びれ状の部位が加わった。
津波のような水流を操り、素早さも向上している。

小津 芳香（）
演 - 別府あゆみ / 10年前 - 大島一紗（Stage.27）、堀ノ内美月（Stage.36） / 15年前 - 西堀真央（Stage.33）
小津家長女の第2子で22歳。一人称は主に「芳香（ちゃん）」で、弟妹を名前に「ちゃん」付けで呼ぶ。
普段から変身魔法を得意とする。
自由奔放でおおらかな性格で、天然ボケな小津家のムードメーカー。気分屋で思い込みが激しいお節介屋で、恋愛話になると「恋のキューピッド」を自称して「小さな親切、大きなお世話」レベルの余計な手出しをする。このため、皮肉屋の翼をして「芳姉は当てにならない」と言わしめている。だが、他の兄妹同様心優しく、身近な人の危機に直面した時はいつもとは違う芯の強さと頑張りを見せる。その思い込みの激しさの割には先入観はあまりないため、その行動力で敵側だった冥府神ティターンの心をも動かし、彼を改心させた。モデルを職業としているが奔放な性格のせいか、仕事は多くない様子。それでもボーイフレンドは多く、魁と翼には10回はウエディングドレスを着られる（くらい候補者がいる）と称され、実際劇中では同時に15人のボーイフレンドと付き合った十五股交際をやってのけている（しかも本人曰く、「（いつもより）ちょっと少ない」）。家事全般は全くできなかったが、最終決戦後は料理についてはそれなりにできるようになっている。「やっほー」が口癖。
- 監督の中澤祥次郎は、Stage.3での魁をイチゴに例えるセリフが天然なのか計算なのかが議論になり、最終的に天然だと結論付けられたと証言している。
- エピローグでは、冥府神ティターンへの想いからインフェルシアに残るという案も存在した。

マジピンク
声 - 別府あゆみ、スーツアクター - 小野友紀
小津芳香が5聖者守護隊の風を司る天空聖者ウインジェルの力で変身する戦士。名乗り口上は「吹きゆく風のエレメント」。
風のエレメントを操る桃色の魔法使いで、風に乗って優雅に戦う。変身魔法を得意とし、「変わりま〜す！」の合図で呪文を詠唱するとマジピンクのマークの付いた扇風機、大砲、ノックマシン、彼女の前髪を除いた顔を浮かび上がらせられる郵便ポストに蜂、フロントライトにまつ毛が付きナンバープレートにマークの付いたフォルクスワーゲン・ニュービートル、コショウ瓶やラジオ、果てはバンキュリアや冥府神ティターンなど、無機物有機物サイズ大小問わず変身してみせるが、色まではごまかせない（全体あるいは体の一部がピンクになっている）。
魔法大変身でやはり変身能力が武器のマジマジン・マジフェアリーに2段変身。5人の必殺技の1つマジレンシュートに使うボールマジレンジャーボールも彼女が変身する。
レジェンドマジピンク
声 - 別府あゆみ、スーツアクター - 小野友紀
レジェンドパワーを得たマジピンクの強化形態。マスクには妖精の羽根を思わせる部位が加わった。
強力な風の魔法を用いるほか、格闘能力も向上している。
その後の作品への登場
『海賊戦隊ゴーカイジャー』
最終話の最後にゲスト出演。詳しくは海賊戦隊ゴーカイジャーを参照。
『ヒーローママ☆リーグ』
モデルの傍ら、結婚して一児の母親になっている。子供の保育園がいっしょだったことが縁で野乃七海（旧姓）/ハリケンブルー、礼紋茉莉花（旧姓）/デカイエローとママ友になる。

小津 蒔人（）
演 - 伊藤友樹 / 10年前：野辺平歩（Stage.27、Stage.36） / 15年前：五十畑哉耶（Stage.32、Stage.33）
小津家長兄の24歳。一人称は「俺」で、他の弟妹は呼び捨てで呼ぶ。
リーダーであるが、「伝説の五色の魔法使い」では緑が最後尾であることにやや不満を持っている模様。自宅近くにアニキ農場という畑を持っている農場経営者で、家計は事実上彼一人で支えている。一見すると大雑把な性格だが、翼によれば「無駄な攻撃はしない」とのこと。
明朗快活の熱血漢で、大きく広い心の持ち主だが、涙もろい。常にマイペースだが、5兄妹の父親代わりらしく常に皆を気遣い、ここ一番に頼れる熱い好青年。ただし、すぐ下の妹・芳香同様にやや思いこみが激しい面があり、熱血バカ的な行動をして兄妹を振り回すこともあるのが玉にキズ。
料理担当で腕もピカイチだが、アニキサラダと称する特製サラダに始まり、材料が野菜に偏って肉類をあまり使わないという、ベジタリアンな傾向がある。小学生のころは野球少年だった。流暢に英語を操ることができるが、これは将来ブラジルに大アニキ農場を作る夢を持ち、まずは海外留学なら英語だろうと勉強したためである。しかし、世界の平和と弟妹の幸せのために現在はその夢を封印している。
- Stage.32では、当初蒔人はカビを苦手としているため逃げ出すという展開であったが、蒔人が逃げることはしないだろうとの判断から、カビに冒されて戦えなくなるという展開に改められた。
- エピローグは、インフェルシアで開拓を行うという案も存在した。

マジグリーン
声 - 伊藤友樹、スーツアクター - 福沢博文
小津蒔人が5聖者守護隊の大地を司る天空聖者グランジェルの力で変身する戦士。名乗り口上は「唸る大地のエレメント」。
大地のエレメントを操る緑の魔法使いであり、植物と心を通わせたり操ったりする「魔法植物学」と森林での戦闘が得意。
魔法大変身で怪力を武器とするマジマジン・マジタウロスに2段変身、マッスルグリーンという筋肉質体型に変身することが可能。
レジェンドマジグリーン
声 - 伊藤友樹、スーツアクター - 福沢博文
レジェンドパワーを得たマジグリーンの強化形態。マスクには2本の角状の部位が加わった。
植物だけでなく大地に属するものを操る魔法を用い、防御力も向上している。

ヒカル
演 - 市川洋介
Stage.19から登場。小津兄妹の先生。ヒカルのみマジジャケットはゴールドとネイビーのツートンカラーであるが、小津兄妹はそれぞれ自身のエレメントカラーと黒である。一人称は、「僕」。ブレイジェル（勇）の戦友かつ弟子であり、天空大聖者マジエルの御側付の天空聖者。
魔法猫スモーキーが閉じ込められているマジランプ、巨大ロボ・トラベリオンに変形するトラベリオンエクスプレス、空飛ぶ絨毯・スカーペットなど多くのアイテムを所有し、変身アイテム・グリップフォンに変身用のマジチケットを改札することで金色の鎧をまとった戦士形態「天空勇者マジシャイン」となる。
15年前の戦いの際、師匠ブレイジェルと二人の兄弟弟子と共にン・マ討伐のためインフェルシアへ向かうが、天空聖者ライジェル（後の魔導神官メーミィ）が裏切り、戦いの末ミイラ化して封印するが、自分もライジェルの魔法でカエルにされてしまい、以後ライジェルと、スモーキーの棲家であるマジランプとともに洞窟に逼塞していた。後に小津5兄妹によって発見され、青の魔法使い（＝麗）のキスによってライジェルの呪縛を解かれ、今まで独学で修行していた5兄妹の教師として小津家に居候することになる。
地上での姿は二十代半ばの青年で、「ヒカル」という地上名は芳香がカエルの時の彼に付けた名前であり、これをそのまま使っている。単に人間社会に慣れていないだけなのかもしれないが、いささか天然ボケ気味の面がある。実年齢は500歳とのこと。
登場以降は司令官的な役回りも持ちマジトピアの言い伝えなどから、兄妹の行動を制止しようとするも、自信を持った彼らになかなか受け入れてはもらえなくなってしまう場面も見られる。自身でも完璧な先生ではないのは悩みの種であったが、兄妹と触れ合う中で共に成長していった。次女の麗とは次第に想いを寄せ合うようになり、終盤には彼女からはっきりと想いを告白され、紆余曲折を経て麗の気持ちに応えて結婚、晴れて小津家の一員となる。
ン・マとの戦いでは、師の勇（ブレイジェル）とともにン・マと対決したものの、敗れて死亡。しかし、バンキュリアの不死身の力によって蘇生され、今度は家族全員でン・マを撃破する。最終決戦後は麗とともにマジトピアで暮らしている。本人は語っていないが、次期最長老候補でもある。
- 初期案では、マジトピアの鉄道会社の御曹司という設定も検討されていたが、掘り下げる機会がないだろうとの判断から不採用となった。

天空勇者マジシャイン
声 - 市川洋介、スーツアクター - 岡元次郎
ヒカルが変身する戦士。スーツカラーはゴールド。名乗り口上は「輝く太陽のエレメント」。
マジチケットを用いて強力な魔法を操る。
- デザインや設定などは、初期メンバーからはあえて外されていたアラビア魔法がモチーフとなっている。
- スーツアクターを務めた岡元はムダのない動きを意識して演じていたという。

サンジェル
声 - 市川洋介、スーツアクター - 岡元次郎
ヒカルの本来の姿である太陽の天空聖者。マジシャインの鎧を脱ぎ捨てたことにより、スピードを活かした戦いを主体とする。
- デザインは、『正義のシンボル コンドールマン』に似通ったデザインのマジシャインに対し、『愛の戦士レインボーマン』に似通ったアラビア風のモチーフで額に太陽をあしらったデザインで企画されたが、変更された。
- Stage.19でのマジシャインの初登場シーンは、サンジェルの姿で登場させることも検討されていたが、この時点ではスーツが制作されていなかったため実現には至らなかった。

その後の作品への登場
『魔法戦隊マジレンジャーVSデカレンジャー』
江成仙一（デカグリーン）に見初められ姶良鉄幹（デカブレイク）と共に女装姿を披露。
『轟轟戦隊ボウケンジャーVSスーパー戦隊』
初めからクロノスに閉じ込められていた。間宮菜月（ボウケンイエロー）から「ひかるんるん」と呼ばれて困惑している。

### 両親
天空聖者のブレイジェルと地上人の深雪が出会い、結ばれた夫婦。諸事情（各項目参照）で離れ離れになるが、昔と変わらず愛し合っている。
2011年公開の劇場版『ゴーカイジャー ゴセイジャー スーパー戦隊199ヒーロー大決戦』ではレジェンド大戦に参戦。
小津 深雪（）
演 - 渡辺梓
女手一つで5人の子供を育てあげた小津家の大黒柱。一人称は「私」。夫が行方不明になったのを期に魔法使いとなる。力を授けたのはマジトピア最長老で、伝説の五色の魔法使いたちの直系の弟子である氷の天空聖者・スノウジェル。一定の魔法を変身前にも使用可能。
インフェルシア復活直後、単独で冥獣トロルを倒すなど奮戦するも、魔導騎士ウルザードとの戦いに敗北する。彼の体に氷の羽根を突き立てて姿を消すが、ことある毎に5兄妹の前に幻として現れ、彼らを支える言葉を残していく。行方・生死ともに不明だったが、後に氷の羽根によってウルザードが一瞬ながら本来の記憶を取り戻し、当時できる範囲での力を使いマルデヨーナ世界魂たちの花園に光と化して彼女を飛ばしていたことが判明、生存が明らかとなる。その後、偶然見つけた冥府神トードによってコレクションに加えられていたが、終盤でようやく復活し、子どもたちの元に帰ってくる。
マジマザー
声 - 渡辺梓、スーツアクター - 蜂須賀祐一
小津深雪が変身する戦士。精神魔法や氷を操る白の魔法使い。名乗り口上は「きらめく氷のエレメント」。
長年修行を続けたことから魔法使いとしての能力と経験は高く、天空聖者同様そのままの状態での巨大化が可能。
その後の作品への登場
『魔法戦隊マジレンジャーVSデカレンジャー』
ドギー・クルーガーと白鳥スワンとは、古くからの友人であり、ドギーの行きつけのカレー屋で知り合ったことが明かされている。
『ネット版 仮面ライダーウィザード イン マジか!?ランド』
「魔法ライダーをさがせ!その3 白い魔法使いはどこだ」に登場。

小津 勇（）
演 - 磯部勉
天空聖界でもその名を知らない者はいないとされ、生きながらにして伝説として語り継がれる勇者。一人称は、「俺」（「私」の場合もある）。先代5聖者守護隊で、息子の魁に力を貸すフレイジェルの先輩に当たる。小津勇は地上名で、5聖者守護隊という任務の都合上子供たちにはめったに帰ってこられない父親の素性を探検家と説明し、行方不明になった理由を「南極で遭難した」と伝えている。普段会えない分、一緒にいる時は精一杯一緒にいるよう心がけ、蒔人が野球少年だったのはこの時が影響している。
15年前、地上世界と家族を守るために3人の弟子を引き連れインフェルシアと戦い、鬼神の如き戦い振りでようやく冥獣帝ン・マのところまで辿り着きなんとか封印するところまでこぎつけたが、封印直前に負傷の隙を突かれて呪縛転生の魔法をかけられ、魔導騎士ウルザードとして洗脳される。その間の動向はウルザードの紹介を参照。
終盤、冥府神との戦いで冥府の奥深くに落ちた際に深雪の手によって助けられ、真紅のウルザード天空勇者ウルザードファイヤーへと超天空変身を遂げ、窮地に陥っていた魁たちを助ける。弟子のヒカル（サンジェル）を連れて自らの命を代償にン・マを倒そうとして返り討ちにあい、ついに帰らぬ人となったものの、ナイとメアの力により復活を果たし、最終的には家族全員の協力を獲て討伐に成功する。ようやく再会できた家族と自分の弟子が結婚式を挙げた時には、「あの小さかった麗が…」と涙ぐんでいる。
- 衣装のイメージはパイロットということから襟にフライトジャケット風のファーを着けている。

ブレイジェル
声 - 磯部勉、スーツアクター - 日下秀昭
小津勇の本来の姿である炎の天空聖者。
剣技と魔法ともに優れ巧みに操る最強の天空聖者にして、勇猛果敢で冷静沈着、心・技・体を兼ね備えた誇り高き最高の戦士。勇者と称されたのは天空聖界切っての実力者だからではなく、彼の内に秘める熱き思い、信念、そして自ら信じる勇気と屈強な意志が、誰しもが認め尊敬と信頼を得たことに由来する。
- フレイジェルとの差別化として頭部の炎状のディテールを2本にしており、頭の巨大な角のような2本の火柱で、烈火を表現している。

天空勇者ウルザードファイヤー
声 - 磯部勉、スーツアクター - 日下秀昭
小津勇が変身する戦士。名乗り口上は「猛る烈火のエレメント」。

### その他の家族
魔法植物マンドラ坊や（）
声 - 比嘉久美子
小津家の「魔法部屋」から発見された、伝説の妖樹マンドラゴラの鉢植え。一人称は「僕ちん」。深雪から後事を託されており、5人にマジトピアの伝承を歌って聞かせたり、魔法で生成するアイテムについてアドバイスを送ったりする。鉢ごと空中に浮かんで移動することが可能。伝説通り、鉢から引き抜くと悲しみに襲われ、この世のものとは思えない叫び声を上げ命を奪うのだが、魔法使いや天空聖者なら気絶や絶叫する程度で済む。
「〜でござりますです」としゃべるのが特徴で、芳香・麗からは「マンちゃん」、魁からは「マン坊」、蒔人・翼からは単に「マンドラ」と呼ばれている。逆にマンドラ坊や自身が他人を呼ぶ時は「〜ちん」と呼ぶ。劇場版では「THE SKY」のマジチケットによって巨大化して天界まで伸び、5人をマジトピアに導いた。
番組のエンディングでは、マンドラ坊やがその回に登場した新しい呪文について解説するコーナー「魔法呪文講座」に登場する。マンドラ坊やの初登場はStage.3であるため、ミニコーナーで先行登場という形となり、最初の2話は素性を隠して解説していた。時々小津家（ヒカル含む）やスモーキーらに割り込まれたり、ナイとメアに出番を乗っ取られたり、果てはン・マの触手で連れ去られたこともある。2005年10月以降はスモーキーとともにスーパーヒーロータイムとしてのエンディングにも登場し、その週の『仮面ライダー響鬼』の内容についてミニトークを行う。玩具やDVD、キャラデコなどのテレビCMにも出て、宣伝も行っていた。
- デザインはモチーフを意識すると怖いものになってしまうため、漫画チックなデザインとなった。監督の中澤は、演出のイメージソースとしてアニメ映画『美女と野獣』を挙げている。

魔法猫スモーキー（）
声 - 草尾毅、スーツアクター - 竹内康博
Stage.19から登場。ヒカルが所有するマジランプの中に封じ込められている魔法猫。一人称は「俺様」。普段はランプから顔だけを出しているが、全身像はマッチョな体にアラビア風の衣装を着込んでいる。
マジトピアの火山の煙から生まれ、当初は悪事を働いていたが、宝物庫を荒らしていた際に呪いの魔法箱の呪いを受け、外では3時間しか生きられなくなってしまう。しかし、ヒカル（サンジェル）によって魔法のランプの中へ避難させられ、それからは呪いを解くために人々の願いを叶え続けることになる。
口の悪さで小津5兄妹には偉そうな態度をとるが、主人であり命の恩人でもあるヒカルには頭が上がらない。そのことからヒカルのことを「ダンナ」と呼んでいる。
巨大化する能力を持ち、その際はマジキングよりも大きくなる。トラベリオンエクスプレス内ではランプの中同様自由に動けるらしく、石炭補給係やトラベリオンの一時的な運転を務める。わりとイタズラ好き。
小津家の兄妹に対しては兄妹間での位置（蒔人なら長男）を呼んでいたが、バンキュリアの策略で他の兄妹に疑いと仲の亀裂が生じた時、自分を最後まで信じてくれた麗のみ名前で呼ぶようになる。
作中では冥府神ダゴンの攻撃から麗をかばって一度死亡するが、バンキュリアの力でヒカルや勇共々復活する。
必殺技はマジシャインとともに放つスモーキーシャイニングアタック。
『轟轟戦隊ボウケンジャーVSスーパー戦隊』では、ヒカルとともに登場するが、明石暁（ボウケンレッド）らにプレシャス（ハザードレベル285）として確保されそうになる。
- マジシャインがアラビア魔法をコンセプトとしていたことから、魔法のランプの精をモチーフとしている。Stage.19監督の中澤は、塚田からアニメ映画『アラジン』のイメージと発注されたことを証言している。

## マジレンジャーの関係者
山崎 由佳（）
演 - 平田薫
魁が所属するサッカー部のマネージャー。魁曰く「頭もよく、学校のアイドル」。一人称は「私」。
魁は彼女が好きで彼女も魁のことが嫌いではないのだが、命の恩人である「愛しの赤の魔法使い様（＝マジレッド）」がもっと好きなため、魁は「正体を明かしてはいけない」というマジトピアの掟との狭間で苦悩する。一方の彼女自身は、劇場版にてインフェルシアに自分を助けに来たマジレッドのある行動が地上にて魁が行った行動と同じものだったことをきっかけにマジレッドの正体が魁であることに気づき、最終回（Final Stage）ではン・マと戦うマジレッドを応援している。
『海賊戦隊ゴーカイジャー』第50話にゲスト出演。
- 当初はStage.5のみのゲストキャラで終わる可能性もあったが、視聴者やスタッフの支持を得て劇場版のヒロインとなるまでに至った。Stage.14の初期案では、翼が山崎に好意を抱いて魁と三角関係になるという展開も存在した。
- Stage.5や劇場版の監督を務めた竹本昇は、後半に自身がマジレッドであることを魁から山崎に告白するエピソードが必要だったと述べている。

## 天空聖界マジトピア

### 天空聖者
正式名称はいずれも「天空聖者◯◯ジェル」となっている。
サンジェル、ブレイジェル
詳細は#その他の家族を参照。
ライジェル
詳細は#地底冥府インフェルシアを参照。
リン / ルナジェル
演 - 山内明日、スーツアクター - 福沢博文、神尾直子
魔術属性およびキャッチフレーズ「冴える月影のエレメント」。
Stage.15から登場。天空大聖者マジエルの御側付である月の天空聖者。人間体の外見は10代後半の少女。ブレイジェルの3人の弟子の一人で、15年前のインフェルシアとの戦いの際、自分の命を鍵にして冥府門を閉ざす魔法“鍵魔法”をかけたものの、ライジェルの裏切りにより記憶を失い、マジトピアに帰れないままとなっている。
前述の経緯のため、インフェルシアから「門の鍵」と呼ばれ、地上名のリンとはブレスレットについていた鈴の音にちなんで魁がつけた名である。
魁と出会い暫く一緒にいた時期にバンキュリアに襲撃された際、翼が作った「思いやりのある思い出し薬」の効力により、失っていた記憶が復活する。
単独で巨大化したり、バンキュリアをあっさりと倒すほどの強さを持つが、ウルザードに敗北し、捕らえられてしまう。しかし魁の活躍によって、無事にマジトピアへの帰還を果たす。
その後も5兄妹がレジェンドパワーを取得した際など、たびたび人間界に姿を現している。
- マジシャインと対になるキャラクターであることから月をモチーフとし、体色も銀色となった。デザインイメージは人間界を彷徨う異邦人で、人間態時の衣装のテーマはジプシー。杖は年長者版の魔女っ子バトンとなっている。月というイメージからアラビア風のシルエットとなったが、それだけでは弱いため、全体を鍵の要素を盛り込んだディテールにしており、回転錠のようなスカートとなっている。

スノウジェル
声 - 潘恵子、スーツアクター - 神尾直子
魔術属性およびキャッチフレーズ「煌めく氷のエレメント」。
Stage.30から登場。氷の天空聖者で、マジトピア創世記の「原始の天空聖者」の1人で、天空聖界の最長老。普段は揺りかごに入った子どものような姿をしているが、戦闘時には人型の戦闘形態に変身する。
普段は自ら作り出したマルデヨーナ世界「嘆きの海」で隠遁生活を送っている。原始の呪文の使い手で、かつてマジマザー＝小津深雪に力を貸していた。また、ヒカル＝サンジェルにはいずれマジトピアの長・天空大聖者を継がせようと考えている。
当初はかつての戦友である深雪が敵に敗れたこともあり、力と戦いに虚しさを感じ、彼女の子どもたちには力を与えることを渋っていたが、彼らの勇気が五色の魔法使いに重なり、伝説の後継者に相応しいと判断、レジェンドパワーを授ける。
さらに冥府神ドレイクの地上侵攻の際には、自ら人間界へ登場。ヒカルに試練を与えると同時に、自らもマルデヨーナ世界の隠れ家である「沈黙の雪原」を舞台にマジレンジャーとともに冥府神ドレイクと戦う。地上での冥府神ドレイクとの戦闘では優れた体術で戦いを優位に進めたが、老いと長い間のブランクで劣勢に立たされる。
- 戦闘形態でのアクションは、塚田の要望により相手の力を利用して受け流すという演出がなされた。

天空大聖者マジエル（）
演 - 曽我町子
天空聖界マジトピアの長で、冥府神同様に見上げるほどの巨大な姿を持つ。当初は中立を保つ考えで魔法を授ける以上の地上の戦いへの干渉を行わず、劇場版でも助力を求めにきた小津兄妹たちへの協力を拒んでいた。深い思慮と慈悲の持ち主で風格も感じさせるが、意外にお茶目な性格。
テレビ本編の終盤でマジトピアに攻めてきた絶対神ン・マと一戦を交える。
- 当初は男性という設定で、岡田眞澄が演じる予定だったが、劇場版クランクイン直前に岡田の食道癌が発覚したため曽我が代演することになった。しかし、その曽我もこの時既に膵臓癌に侵されている身であった。曽我の起用は、監督の竹本昇の要望によるものであった。
- デザインを担当した篠原は同じく曽我が演じた第16作『恐竜戦隊ジュウレンジャー』のバンドーラも手がけており、マジエルのコンセプトを人格が丸くなったバンドーラとしている。

### マジトピアの生物
マジトピアには言葉を話す魔法猫や魔法植物などがおり、各島、各世界に存在する。
マンドラ坊や
魔法猫スモーキー
詳細は#魔法猫スモーキーを参照。
一角聖馬ユニゴルオン（）
マジトピア、地上界、インフェルシアを自由に行き来できる唯一の手段で、聖馬。普段はマジトピアの大神殿にいる。ブレイジェルの愛馬で、彼の失踪後は誰にも懐かなかった。普段は一本角の生えた白馬の姿をしているが、巨大戦時には本来の巨大な姿になる。劇場版で初登場し、後にテレビ本編のStage.34で再登場した。
- 作中では登場しないが、玩具ではマジフェニックスだけでなく、ウルザードとも合体可能。

## 地底冥府インフェルシア
読みは「ちていめいふインフェルシア」。地底世界の奥深くに存在する闇のベールに包まれた世界で、力が支配する冥獣と冥獣人の魔族。15年前、地上世界の支配を目論み侵攻しようとしたが、天空聖者ブレイジェルらによって阻止され、インフェルシアの帝王ン・マは封印された上、地上世界へ続く冥府門の扉も閉ざされた。だが現代、封印が弱まったことによって再び侵攻を開始。ン・マの復活と地上世界の支配のために冥獣や冥獣人を送り込む。インフェルシア内部は何層もの階層に分かれており、下にいる者ほど身分が高い。働き次第では、ゾビルからでも幹部に昇格できる。力のある強者には地位と栄誉を与え、力なき弱者には過酷な世界と死を与える、弱肉強食の徹底的な完全実力主義社会。
敵組織としては最後まで壊滅しておらず、最終回（Final Stage）では冥府神スフィンクスを中心に改革を進めており、地上世界やマジトピアとの交流も進んでいる。
冥獣帝ン・マ（）
声 - 塩野勝美
謁見の間よりさらに深いインフェルシアの最深部にいる、インフェルシアの帝王。タコ状の体をしており、頭蓋骨のような巨大な頭と触手を持つが、完全には覚醒しておらず、身体の一部を幹部たちに授けている。人語ではなく唸り声のみを発しているが、幹部たちにはその感情や意思が理解できている。
自身も、数々の強大な闇の力を有し、呪縛転生の魔法でブレイジェルを洗脳している。
当初はブランケンには冥府門の鍵の探索、メーミィの復活後は自身の復活のための作戦を命じる。後にメーミィの作戦でマジレンジャーからレジェンドパワーを奪い、不完全ながらも覚醒したが、記憶を取り戻し、呪縛転生の魔法から解放されたブレイジェルの封印魔法を受けたことで魂としてその身に取り込まれ、絶対神への転生を阻まれる。
- デザインモチーフはタコと髑髏。デザインはアジトのセットイメージとして描かれたものが最初であり、これを発展させて本体のデザインが行われた。ウィキペディアにてクトゥルフをモチーフとしていると記述されていたこともあるが、篠原はこれを否定しており、蠢いているイメージが固体化したという解釈であると述べている。

絶対神ン・マ（）
声 - 浪川大輔
Stage.46から登場。冥府十神の尽力によって、ティターンの肉体を依り代に絶対神として転生した姿。
インフェルシアの全てを司る恐怖の絶対神であり、冥獣帝のころとは異なり人型の姿を持ち、人間の言葉を話すことができる。
その意思は虚無と飢餓であり、頭部の巨大な口から全てを喰らい尽くすことができる秘密の力を有する。また、撓る光の鞭や硬化させた槍など、数々の触手攻撃を用いる。
最終決戦では、単独でマジトピアを壊滅させ、地上界に降り立った後は自分とマジレンジャーの周囲の時間を喰らうなど、圧倒的な力を見せ付けたが、最後はマジレンジャーの必殺呪文「マージ・マジ・マジェンド」を受けて、生まれて初めて虚無が満たされながら消滅する。
- 頭部のデザインは映画『エイリアン』のエイリアンをモデルとしており、透明なフードの中に髑髏を詰めたデザインとすることでオリジナルと差別化している。

凱力大将ブランケン（）
声 - 江川央生、スーツアクター - 岡元次郎
インフェルシアの最高指揮官である初代最高幹部。怪力の持ち主で剛力無双の強さを誇る闘将。冥獣帝ン・マに対し絶対の忠誠を誓っている。
元々は一ハイゾビルでしかなかったが、体の半分以上を機械に改造し、数々の死線を乗り越え戦い抜いて勝利したことで現在の地位を手に入れたインフェルシアの精神を具現化した叩き上げの軍人。そのため部下からの信頼は厚いが、性格は荒々しく短気で非情であり、弱きものは徹底的に叩きのめされるというインフェルシアの掟の下、失敗した者・敗北した者に対しては、容赦なく制裁を加える。ただし、これは自分自身も同じ環境で自分を鍛え上げて現在の地位まで上り詰めたという、絶対的な自信に裏付けされた価値観である。冥獣帝ン・マの牙を底皇剣ヘルファング（）として授かっている。怒りが頂点に達すると頭部をはじめとする体中から蒸気を噴出する。
ハイゾビル3,000人以上と評される強大な力を持っていたがために、ウルザードの魔法力なしでは地上界へは出られなかったが、そのウルザードとは険悪な関係にある。最前線で指揮を執るのを好むようだったことから、地上界に出られず怒りを溜めていて、封印を解くのを邪魔するマジレンジャーを「魔法使いのガキども」と称し憎んでいる。
一度、ウルザードの策略により地上界への出現に成功し、圧倒的な力でマジレンジャーを圧倒するが、膨大な魔法の力を発揮したマジフェニックスにインフェルシアへ強制送還され、ウルザードの魔法でも地上界に出現できなくなってしまう。その後は中々地上界へ出られず怒りが溜まっており、蟲毒房三冥獣に冥府門を開ける鍵を見つけ出させようとした結果、冥獣スケルトンが遂に冥府門の鍵を見つけ、冥府門が出現した際は開ききっていない門を強引にこじ開けて再び地上界に出現。冥獣ガーゴイルとの連携と「ヘルファング地獄斬り」でマジキングを合体解除にまで追い込む。その後は魁がリンを助け出すまでの時間稼ぎとしてガーゴイルを倒して挑んできたマジドラゴンを破り、マジマジンに分かれたマジレンジャー4人を圧倒する。しかし、リンを助けた魁がバリキオンを連れて帰還し、最期はマジキングの「キングカリバー魔法家族斬り」を受け敗北する。 
- モチーフはフランケンシュタインの怪物。人体の継ぎ接ぎをメカに置き換えている。

魔導神官メーミィ（）
声 - 高戸靖広、スーツアクター - 蜂須賀祐一
Stage.19より登場。ン・マの命令でインフェルシアに招かれ、戦死したブランケンに代わる最高幹部となる。
一人称は「我」。常にオカマのような口調で話し、作戦が失敗したりすると「不愉快」とヒステリーを起こす。
ブランケンが冥府門を開くことに固執していたのを教訓にしてか、ン・マの肉体を完全に覚醒させることを優先している。また、良くも悪くも叩き上げの軍人として、力押しの作戦を好んでいたブランケンとは対照的に狡猾な頭脳派であり、本拠地から指揮を執り、策略を廻らし作戦を進ませることを好む。他の天空聖者たちが「魔法は正義のために使うもの」と考えているのに対し、彼は「魔法は欲望をかなえるために使うもの」と考えている。
元天空聖者であるためウルザードのものに似た呪文を使う。増大した魔法力で邪悪で強力な雷の魔法を振るい、時には命を操る禁断の魔法を使うことにも躊躇がないが、体は乾涸びたミイラのままであるため、地上界で魔法を多用して著しく疲労すると、体が砂と化してしまうため、自身が前線に出ることはめったにない。
ウルザードやブランケン同様ン・マの爪を与えられており、扇に変化させた状態で武器として使っている。初戦でマジレンジャーの前に姿を現した時は、マジレンジャーを上回る魔法力で彼らを圧倒した上、巨大戦ではマジキング以上の巨大な姿で大いに苦戦させる。
作戦が悉く打ち破られていったため、最終作戦を決行。合体冥獣人キマイラをトラベリオンから奪った魔力で作り出し、自身は15年前の因縁を晴らすべくヒカルと対決。自ら申し渡した「デュエル・ボンド」という天空聖者に伝わる正々堂々とした決闘方式で戦うも、堂々とルールを無視し、彼を圧倒する卑怯ぶりを見せ付けるが、それにも怯まずあくまでルールを遵守して生身で戦うヒカルの反撃に押されて、デュエル・ソードの一太刀で敗北。体が限界を迎えて最期は冥府神の復活を予言しながら砂となって消滅した。
ライジェルの姿の時はマスクをしており、邪悪な本性が表れる時はマスクを取り素顔を表す。メーミィとして復活してからもライジェルの姿に戻ることは可能。
- モチーフはミイラ男であり、「メーミィ」の「ミィ」もミイラから来ている。デザインはブランケンとの差別化として、造形を上半身に集中し、衣装をまとう姿としている。初期案での名称は「メージ」で、イメージソースとして美輪明宏、沢田研二、デビッド・ボウイなどが挙げられていた。七色の包帯を巻いたミイラというオーダーだったため、常にカラフルな照明を銀色の包帯に当てている。

ライジェル
声 - 高戸靖広
かつてサンジェル（ヒカル）・ルナジェル（リン）とともにブレイジェルの弟子であった、先代5聖者守護隊の雷を司る天空聖者。
15年前、ブレイジェルらとともにインフェルシアと戦ったが、その時既にン・マに与しており、ブレイジェルたちを倒すために暗躍していた。
冥府門封鎖後、ルナジェルを襲撃してその記憶を奪うが、サンジェルとの戦いでミイラにされ、封印されてしまう。しかしマジレンジャーの5人が封印のキーを解いてしまい、ン・マの力を受けて「メーザ・ザザレ」の呪文で下記の魔導神官メーミィとして完全に復活する。
- 基本的に回想にしか登場しないことから、動きやすさを考慮せずにボリュームのある姿としている。怒髪天を衝くような荒々しさで纏めたシルエットとなっている。

『轟轟戦隊ボウケンジャーVSスーパー戦隊』
時の魔神クロノスの力で復活した3人の邪悪な巫女の1人として登場（後の2人は『百獣戦隊ガオレンジャー』のツエツエと『忍風戦隊ハリケンジャー』のフラビージョ）。6人目の戦士3人に苦戦する。しかしデカブレイク、ボウケンシルバー、そしてマルデヨーナ世界から帰還したマジシャインの6人目の戦士3人の共闘の前に苦戦する。そして最期は巫女3人が揃ったことを受けて、クロノスの力で三賢者の杖に変えられてしまい、彼によってその力を利用された挙句、クロノスと共に30thスーパー戦隊ソウルを受けて滅ぼされた。本編では目的のためなら部下の命すら弄び利用していた彼だが、自身も蘇生させられて命すらも利用された上で、改めて滅ぼされるという因果応報の末路を辿ることとなった。

妖幻密使バンキュリア（）
声 - 渡辺美佐、スーツアクター - 大林勝
インフェルシアの女スパイ。種族はクイーンヴァンパイア（真祖）。
あらゆる結界の効力を失わせる力を持っており、ウルザードの魔導陣に頼ることなく自由に地上界に出ることができるためブランケンにスパイとして召集された。
ヴァンパイア（吸血鬼）の女王たるその力は凄まじく、下手な魔法では傷一つ負わず、通常のヴァンパイアが弱点とする太陽の光も全く苦にしない。また、彼女自身の特別な能力として、完全に倒されても夜になるだけで自動蘇生するという不死身の力を持つ。この力は他者に分け与えることも可能で、（肉体が残っていれば）あらゆる死者をたちどころに蘇らせ、全ての傷を瞬時に癒すことができる。吸血鬼らしく、相手の血を吸うことで自身の下僕たる吸血鬼に変える能力も持ち、序盤はマジレンジャーを苦しめた。普段はナイとメア（＝ナイトメア）という2人の人間の妖幻密使少女態に分離しているが、分割後の姿では力はおろか、知性までも分割されるため普段の力は全く発揮できない。Stage.16ではウルザードに強化され、呪殺の暗黒自動弓銃と破滅の爆裂大回転砲で武装した。
普段は高飛車に振舞い、口数が多く、自信家然とした姿を見せ、戦闘の際は狡猾な一面をのぞかせるが、実は相当な寂しがり屋で、弱体化することが分かっていながら力と知性を二分割したのは、不死身の自分だけが生き続けてきた数千年以上の期間に痛感した孤独による寂しさと退屈を少しでも慰めるためである。また、非常に仲間思いであり、ブランケンが倒された時にはその死を悼んでおり、ウルザードに何度か助けられた際は親近感を見せた。冥獣人インキュバス ベルビレジとは過去に関係があったことが示唆されている。
ブレイジェルがン・マを封印した際の大爆発に巻き込まれたが不死身のため生き残り、その際に偶然見つけだした予言の書に導かれ神々の谷に到着、冥府神ワイバーンの口添えにより密偵として冥府神に仕えることになる。
終盤では「人間たちの勇気の素晴しさは無限」という冥府神スフィンクスの粛清される前の言葉に心を動かされ、最終的に冥府神スフィンクスとともにン・マに反旗を翻し、ン・マとの戦いで死亡した勇・ヒカル・スモーキーを蘇生させ、マジレンジャーの勝利に貢献する。最終決戦後は、冥府神スフィンクスやゾビルたちとともにインフェルシアの改革に尽力している。
ウーザフォンにより一時的にウルザードの魔法を使用していた。その後ウーザフォンはウルザードに回収されたが、最終回（Final Stage）では小津家との通話の際にウーザフォンと同形状の携帯を使用している。
2012年公開の劇場版『海賊戦隊ゴーカイジャーVS宇宙刑事ギャバン THE MOVIE』にも登場。
- デザインのテーマは地肌のように見える網タイツのボディにローライズの革パン。

ナイ
演 - ホラン千秋
バンキュリアが2人の妖幻密使少女態に分離した際の1体。パンクファッションに身を包み、会話の際には主導権を握る。分離するためか、能力は元の状態の1/2に半減する。ギターを弾くこともある。
- コウモリをモチーフとしたゴスロリやパンクの要素を合わせて、バンキュリアに近づけている。

メア
演 - 北神朋美
ナイとともに、バンキュリアが2人の妖幻密使少女態に分離した際のもう1体。ゴスロリファッションに身を包む。会話の際にはナイに追従する。当初は大抵ナイの言葉の最後を繰り返すだけだったが、やがて彼女の発言の後に口を開くのが基本になった。やはり能力は1/2に半減する。ベースを弾くこともある。
- 初期のデザイン段階では人間態はナイトメアという名称の1人のみであったが、プロデューサーの塚田英明の提案により2人となり、ナイトメアのデザインがナイに継承され、ナイのデザイン時に削られたゴスロリの要素のみで構成され、新たにメアがデザインされた。

魔導騎士ウルザード（）
声 - 磯部勉、スーツアクター - 日下秀昭
魔導馬バリキオンを従える闇のエレメントを操る黒の魔法使い。闇の魔剣ウルサーベルとン・マから授かった左目が埋め込まれた盾ジャガンシールドを武器としている。また、ブランケンの死後はマジレッドにへし折られたウルサーベルに代わってヘルファングを引き継ぎ、ウルサーベルに錬成して修復した。単独で巨大化することが可能で、バリキオンと合体することでウルケンタウロス、さらに闇の覇王と言われるウルカイザーとなることができる。
騎士道精神を重んじており、卑怯な戦いを嫌い正々堂々とした戦いを好む。また、マジレンジャー（特にマジレッド＝魁）の潜在能力に興味を示し、マジレンジャーを試すかのように何度も戦い、闇の力の素晴らしさを説きマジレンジャーをインフェルシアに迎え入れようとした。マジマザーを倒したと思われたため小津5兄妹にとっては仇であるが、己が不利な状況にあり、味方の支援で形勢が逆転すると承知していても、「騎士道精神に反する」としてマジレンジャーを助けたり、不利な状態の彼らを救うために助言することもある。そのためインフェルシア内部からも不審に思われ、魔法力を差し出して忠誠を誓わされることもある。基本カラーは紺色。
その正体は天空聖者ブレイジェル＝小津勇がン・マに呪縛転生の魔法をかけられ、ン・マに絶対忠誠を誓い配下となった姿。後に5兄妹の勇気の力と家族の絆によって記憶と本来の姿を取り戻し、復活寸前のン・マを自らの体内に封印。以後は再びウルザードの姿として、冥府神と戦う子どもたちを影から支える。終盤の動向はウルザードファイヤーの紹介を参照。
- デザインはプレックスが担当した。

魔導馬バリキオン（）
ウルザードに付き従う魔導師のみが乗ることを許される地底冥府の魔導馬。普段は黒い馬（玉菊）の姿をしているが、巨大戦時には本来の巨大な姿になる。ウルザードの呪文「ウー・ウル・ザザレ」により召喚され、さらなる呪文により前記のような合体を遂げる。しかしバンキュリアの策謀から自分を助けてくれた魁＝マジレッドのことは勇者として認めているようで、マジフェニックスと合体して幻の魔神ファイヤーカイザーになったり、マジフェニックスとともにルナジェルを天空聖界まで送り届けたこともある。
- 小津魁役の橋本淳は、Stage.9での実馬による撮影では馬を倒れさせるために馬待ちの時間があったり、監督の意図と調教師の指示が食い違うこともあるなど、苦労があった旨を語っている。同話監督の中澤も苦労した旨を述べているが、結果的には良かったとしている。

冥府兵ゾビル（）
地位は最下級の雑兵。破壊本能のみで行動する。手柄を立てたり、働き次第でハイゾビルに昇格できる。顔の甲殻で覆われた部分に隠された真皮の部分は醜悪。ゾビルボールにも変形可能。
最終決戦後、残党がスフィンクスの指示の下、インフェルシア復興に従事している。
『スーパー戦隊199ヒーロー大決戦』にも登場。黒十字王の手によって復活したダゴンに率いられ、歴代スーパー戦隊ヒーローたちと戦った。
- デザインは篠原がラフデザインとして提出したものが採用されたが、そのままでは量産には不向きであったため、篠原の方から申し出て簡略化したデザインに修正された。

冥府伍長ハイゾビル（）
地位はゾビルより上の上級兵。幹部らの命令に従事する。ゾビルより知能が高く、行動隊長を務める。部隊に分かれてゾビルたちをまとめる。ゾビルが手柄を立て昇格したケースなど多数存在する。また、ブランケンのように幹部に昇格したケースもある。
- スーツは3体程度しか作られないことから、ゾビルよりも細かくデザインされている。ゾビルのデザイン時に切り捨てられたシンプルではない要素を盛り込んでいる。

冥獣（）
地底冥府に巣食う獣。ブランケンにより選び出され、地上に送り込まれる。その大きさ・姿・知能などは種によって異なるが、人の言葉は話さない。大きさは大概等身大だが、冥獣ガーゴイルのように最初から巨大な姿をした者もいる。また、冥獣たちを戦わせるインフェルシアの牢獄蠱毒房（）で生き残った最強の3冥獣の冥獣オーガ・冥獣グール・冥獣スケルトンは蠱毒房三冥獣と呼ばれ、蠱毒房で倒した他の冥獣たちの血肉を喰らい、様々な能力を得るうちに、バンキュリアと同じく魔導陣を使わず地上を自由に出ることができる特異体質となり、自ら巨大化することができるようになった。劇場版には超冥獣も登場した。

冥獣人（）
中盤から登場。インフェルシアにおける地位は冥獣と同一もしくは少し上らしいが、一般の冥獣より知能が遥かに高く、人間の言葉を話し、頭脳的な作戦を実行できる。また、種族名だけでなく各個体ごとに固有の名前を持っていることでも、一般の冥獣と大きく異なっている。一部には自力で巨大化した者もいる（冥獣ニンジャ・冥獣キリカゲ）。そのほとんどは15年前の戦いでブレイジェルによって封印されていたが、メーミィによって封印が解かれた。ン・マ復活の作戦を遂行するために選び出され、地上に送り込まれる。後に現れた冥獣人サムライ シチジューロー、冥獣人セイレーン ネリエス、冥獣人コボルト ブルラテス、冥獣人イエティ ズィーは冥獣人四底王（）と呼ばれ、冥府三大大戦の一つ・暗黒谷の決戦にて最後には封印されてしまったものの、一時はブレイジェルをギリギリまで追い込んだと言われる強豪である。
- 塚田は、個性的な冥獣人は多かったが、その後の冥府神の登場で冥獣人の印象が薄くなってしまったことを反省点として述べている。

### 冥府神
後半から登場。読みは「めいふしん」。インフェルシアの伝説に伝わる怒りと災厄の邪悪な神々。神々の谷を本拠地とする。また「冥府十神」とも呼ばれている。
最大の目的は地上界と天空聖界に神罰を下し、冥獣帝ン・マを闇の戒律と神罰執行で自分たち神々の頂点に立ち絶対的で超越した存在絶対神として転生・復活させること。「裁きの石版」により選ばれた各冥府神は神罰執行神として神罰を執行する。執行の際、あるいはマジレンジャーと戦う際に自らルールを定める。掟は絶対であり、それを守れなかった場合は闇の戒律に従って死を選ぶこととなる。ン・マのために行動していた冥獣や冥獣人に比べると共通した思想・行動理念を持たない。そのため、相互の対立が後を絶たず、メンバー間の仲は最悪といえる。身長を自由自在に変えられるがインフェルシアでの本拠地では常に巨大な姿で大きな足音を立てる。
彼らは天空聖者ではないが、自らのマルデヨーナ世界を持っている者もいる。
- 東映プロデューサーの塚田英明は、新撰組をイメージしたものであると述べている[60]。10体を一度に登場させたのは、予算の帳尻が合っていたことのほか、『忍風戦隊ハリケンジャー』で暗黒七本槍が全員揃うことがなかったことの反省を挙げている[20]。
- 最初から巨大な姿であるのは、前作『特捜戦隊デカレンジャー』の怪重機に続きスーパー戦隊シリーズの定番である怪人の巨大化を真剣に検討した結果であるとしている[60]。当初はインフェルシアすべて巨大なキャラクターとする案も存在した[20]。監督の渡辺勝也や鈴村展弘は、合成を増やさずに撮るのが難しかったと述べている[44][61]。

#### 二極神
「インフェルシアの盾と矛」と言われており、最も偉大とされ最強とされる。読みは「にきょくしん」。
『仮面ライダー×スーパー戦隊 スーパーヒーロー大戦』にも登場。
- 塚田はイメージソースとして近藤勇と芹沢鴨を挙げている[60]。

スレイプニル
声 - 梅津秀行、スーツアクター - 日下秀昭
冥府神随一の攻撃力を誇り、豊富な武器・技を持ち華麗で完全な攻撃力から「インフェルシアの矛」と喩えられ、攻撃力は冥府十神の中でも最強と恐れられる馬車を駆る騎士の冥府神。武器はオーディーンスピアーとシグルドサーベルで、フレンジー・スピアー・クラッシュを得意技とする。一方で防御力も高く、オーディーンシールドはマジレジェンドのスクリューカリバー・ファイヤートルネードも防ぐ。ダゴンからは戦士の中の戦士と称されており、ワイバーン曰く「一番頼りになる神様」。
馬の力を司り、恐るべき馬力と素早い脚力を兼ね備えるほか、2頭の魔導馬に引かせた魔導馬車を駆り、車輪で全てを瓦礫と化す。
ン・マ転生を同じく望んでいる冥府神ダゴンとは固い信頼関係に結ばれており、普段の戦術は冥府神ダゴンに任せている。冥府神ドレイクとは対照的に寡黙で重厚な性格だが、ン・マ転生に懐疑的な意見を聞くと激しく怒る。
ン・マ復活後に粛清されたスフィンクスに代わって第8の神罰執行神として選ばれ、「魔導馬車・八脚突進による地上界の蹂躙」というルールを定め神罰執行を行う。マジレンジャーを追いつめ、一度はその立ち向かおうとする心すらねじ伏せるも、深雪の言葉に勇気を取り戻した魁に盾を割られ、マジレンジャーのファイブ・ファンタスティック・エアリアルを受け、勇気の力を思い知り敗北する。
- モデルは北欧神話の八本脚の馬スレイプニル。デザインでは馬車を出すことは難しいものと想定して鎧のウマの意匠が取り入れられている。馬の顔は口が正面から見えないことや目と口が離れていることから、通常の騎士の面の顔となり、胸に馬頭を着けることとなった。

ドレイク
声 - 矢尾一樹、スーツアクター - 岡元次郎
インフェルシアの荒ぶる英雄と言われているドラゴンの冥府神で、「インフェルシアの盾」と喩えられている。その呼び名はインフェルシア一堅い竜神の鱗でできた鎧竜神の鎧を身に着け、冥府神随一の絶対的な防御力を持つことに由来する。しかし「盾」の名に反して、守るより戦いを好む無頼の神であり、冥府神の中で一番血の気が多く、ン・マの転生よりも自身の闘争本能の満足を優先しがち。ワイバーン曰く「一番の乱暴者」。
太い四肢で重い剣竜神の剣を乱暴に振り回し、自らの闘気をエネルギー弾竜闘気爆炸球として放出することができる。また首を伸ばしたドラゴン形態で空を飛ぶことも可能。戦闘は相手の攻撃で傷付くことがない防御力を生かし、敵の攻撃を全く無視して暴れ回り敵を痛め付けるというのがもっぱらでマジレンジャーたちを圧倒する。しかし首の付け根までは鎧に覆われておらず、そこが唯一の弱点となっている。第4の神罰執行神で、「体内エネルギーが臨界を突破したとき竜の力が一気に爆発し、地上を死の世界と化す」というルールを定め、極限まで闘気を練るための長い首と大きな翼の禍々しい姿で、マジレジェンドとトラベリオン、マジドラゴンをも圧倒し、助けに入ったスノウジェルに一時は翻弄されて「沈黙の雪原」に引きずり込まれるも、やがてはそのマルデヨーナ世界ごと強引に破壊する。しかし魁のようにがむしゃらに戦うヒカルによって、首の付け根の弱点を見抜かれてダメージを負い巨大化し、同じ二極神である冥府神スレイプニルとの最強タッグで圧倒するが、ウルカイザーによって冥府神スレイプニルはインフェルシアに引き戻され、マジレジェンドのスクリューカリバー・ファイヤートルネードで弱点の首の付け根にダメージを受け、ひるんだ隙にトラベリオンのデストラクション・ファイヤーに吸い込まれ、「馬鹿な！ 俺は絶対、やられたりはしねぇ!!」と敗北を認めないまま消滅した。
冥府神ゴーゴンの最期のセリフや、彼女が倒された際苛つくなど、恋愛関係があったような描写がされている。
- モデルはドレイクの別称であるドラゴン。ドラゴンのモチーフや名称はマジドラゴンとの重複を避けるためやちゃんとしたものを出すために温存していたなどの理由でドラゴンの一歩手前のドレイクとされた。デザインはスレイプニルとの対比から竜の鱗を鎧風にアレンジしたものとなっている。

#### 三賢神
賢く知略に優れ冥府神の監理を任せられる。読みは「さんけんしん」。

ダゴン
声 - 大塚明夫、スーツアクター - 竹内康博
魚の頭部を持つ冥府神。冥府十神の実質的リーダー格で、二極神も彼の命令に従う。厳格な性格で、冥府神ワイバーン曰く「怒らせると一番怖い存在」「一番おっかない」。
地上界に対しては、その強さはこの世で起こりうる様々な恐怖を生みだすことができると言われており、策士としても優れている。粛清の矛を使い、格闘戦でもマジマザーを凌ぐ実力を見せ付ける。
信じるものは自分と絶対神ン・マだけで、その転生を優先するあまり、時には自らの権限で戒律を捻じ曲げることも多く、冥府神スフィンクスにこれを非難されると、「今は俺が戒律だ」と言い放つなどン・マ転生のためには手段を選ばない。
その後ブレイジェルを倒してン・マの魂を奪い、逃亡する冥府神ティターンを粛正してついにン・マを転生させる。ン・マの全てを超越した強さに喜び、スレイプニルに敵わないマジレンジャーたちを嘲笑するが、屈しない深雪をさらに絶望させるためにインフェルシアに連れていくも、そこに現れた冥府神スフィンクスによる共存の誘いを断り、再度彼女を粛正しようとしたが、逆に彼女の攻撃を受け、自らが絶命することとなる。
冥府神の中でも神罰執行神には選ばれていない。
体に付いている鱗はセンサーや通信機のようになっていて、それを付けられた者の居場所が分かる。
『スーパー戦隊199ヒーロー大決戦』、『仮面ライダー×スーパー戦隊 スーパーヒーロー大戦』にも登場。
- モデルは旧約聖書やクトゥルフ神話に登場する魚の姿をした神ダゴン。横から見ると鯛のような頭部にすることで、怖いキャラではあるが、少しとぼけた戦隊らしさとなっている。リーダー格であることから戦隊側と同様に赤い配色となった。塚田はイメージソースとして土方歳三を挙げている。

スフィンクス
声 - 寺瀬今日子 / スーツアクター - 中川素州、蜂須賀祐一
黒猫のような冥府神。規律に厳しい性格で、闇の戒律を遵守することに最も重んじ、戒律を守るために他の冥府神の行動にも審判のように常に目を光らせ監視する役割を担っている。ワイバーン曰く「美しい女神で一番賢い」。その評の通り、冥府神の中で最も頭が良く、様々なことに疑問を持ち考えを張り巡らせる。
眼鏡を着用しており、普段は丁寧な口調で話すが、時に恐ろしく豹変して口汚く凄むこともある。知的なイメージとは裏腹に、右腕に装備する獅子の巨砲は凄まじい破壊力を持つ。また竜巻を発生させ、冥府神トードに魂を入れ替えられた者を元に戻す能力を持つ。
戒律を破る者は二極神であろうと毅然とした態度をとるが、冥府神ダゴンだけには逆らえない。冥府神ゴーゴンや冥府神ドレイクの行動には不信感を抱き、特に冥府神ゴーゴンとは犬猿の仲である。
マジレンジャーとの戦いの中で、本来ならば敵わないはずの冥府神を倒し続けたことで、彼らが持つ勇気と絆の力の素晴しさに興味を持つようになる。最終的に彼らの実力を認め、地上界を残すことを提案するが、ン・マの命令により不本意ながら第7の神罰執行神に選ばれてしまう。自らの都合よく戒律を破った冥府神ダゴンへの疑念と、マジブルーの言葉に心を動かされ、執行するはずだった「巨砲大破壊」の神罰を放棄したため粛正される。しかし、彼女の「魔法使いの生み出す勇気は無限」という言葉に心動かされたバンキュリアに助けられ、冥府神ダゴンに再度地上界との共存を持ちかけるも、聞き入れられなかったためにやむなく冥府神ダゴンを討滅する。その後、ン・マに決別を宣言し、バンキュリアと共にマジレンジャーに味方する。
冥府神の中で唯一生き延び、ン・マとの戦いの後は、インフェルシアの新しい指導者として自らが中心となって改革を進めている。
- モデルはギリシア神話に登場する怪物スフィンクス。当初の設定では男性だった。同じ女性のゴーゴンとの差別化から黒い肌に眼鏡となった。
- Stage.35監督の鈴村によれば、同話撮影の時点ではスタッフ・キャストが冥府十神の設定を把握していなかったため、スフィンクスを岡元次郎が演じることになっていたという。

ゴーゴン
声 - 田中敦子 / スーツアクター - 高岩成二、中川素州
大蛇の化身である冥府神。ナイとメアは彼女が一番苦手。冥府神ワイバーン曰く「妖艶な女神であるが一番ずる賢い」。
ン・マの復活には否定的で、自分より弱い相手を甚振るのを好む。とても狡猾で頭が良く、残忍で冷酷と正に蛇のような執念深い性格をしているため、生真面目なスフィンクスとは非常に仲が悪い。
巨大な盾妖しい微笑みの盾を持ち、ここから噛みついた相手を石と化す能力を持つ無数の蛇を放つことができる。また巨大な大蛇の姿に変化でき、獲物に絡みついて頭から丸呑みにすることを好む。
第3の神罰執行神で、神罰のルールは「盾からばら撒いた蛇を繁殖させ、盾の瞳が光った時地上の生物に一斉に噛み付き、岩と砂に変える」。これに失敗した後、新たなルールとして自分に有利なマルデヨーナ世界の「長きものの庭」に誘い込み、ヒカル・翼・麗・蒔人を丸呑みにし残りの魁と芳香を始末しようと目論むも、闇の戒律を遵守するスフィンクスによって魁と芳香の体と精神が元に戻されたことをきっかけに形勢は逆転し、魁と芳香の魔法によって丸呑みした四人の解放を許してしまう。最後には盾もトラベリオンに吸い込まれ、マジレジェンドに敗れる。
他の冥府神よりもドレイクとは親しい関係にあったらしく、ドレイクを嗾けてマジシャインを倒させようとしたり、恋人同士のように振る舞っている。
- モデルはギリシア神話に登場する蛇女ゴーゴン。デザインはスフィンクスとの対比からボディラインを強調した姿となっている。顔を持っている盾に付けたため、本人の顔は隠している。
- 塚田は、早い段階でゴーゴンが倒されるのは、五武神から順番に倒されるのではないと示すことで視聴者の予想を裏切る意図があったと述べている。

#### 五武神
主に武力に優れ、戦いを専門とした武闘派の神々とされる。読みは「ごぶしん」。

ワイバーン
声 - 佐々木望、スーツアクター - 今井靖彦
気さくでおしゃべりな性格の、竜の翼を持つ竜の戦士の冥府神。普段は少年のような優しい物腰で仲間に冗談を飛ばしたりし、バンキュリアに対しても砕けた態度で接するが、ン・マの転生を阻む者、闇の戒律に関係することや戦いのことになると性格が豹変し本来の残虐性を覗かせる。一度気に触れるとさらに凶暴になり、残虐性が増すが、手を顔に当てることで落ち着きを取り戻すことができる。武器は長槍刹那槍で、飛竜剣法・散弾月を得意技とする。
他の面々を評する観察眼を持っている五武神のまとめ役で腕も立ち、竜の翼によって空から超スピードで襲い掛かる。空中を自分のテリトリーとして、常に相手の死角から戦闘の主導権を掌握し、笑いながら相手を切り刻むことを好む。マジレンジャーたちを「雑魚」と称するが、怒り狂うとレジェンドマジレンジャーの状態から一瞬で変身解除させる威力の球を出すなど、その実力は口先だけではなく、その力でマジレンジャーたちを追い詰めたが、深雪に助けられて駆けつけた勇＝ウルザードファイヤーのブレイジングストーム・スラッシュを受け、その敗北を受け入れられないまま絶命する。
冥府神の中でも冥府神ダゴン、冥府神スレイプニルとともに、ン・マの転生を一際強く願っている。二極神にも恐れず戦いを挑むが冥府神ダゴンだけは唯一恐れていた。神罰執行神には選ばれていない。
- モデルは中世ヨーロッパで創作された、前足の代わりに巨大な翼を持つ飛竜ワイバーン。デザインはドラゴンよりも格下として爬虫類の要素が強調されている。塚田はイメージソースとして沖田総司を挙げており、当初はドレイクと同等の竜族の武人キャラだったが、路線変更して若いキレキャラになった。

ティターン
声 - 小形満、スーツアクター - 福沢博文、岡元次郎、伊藤慎
冥府神一の巨躯と怪力を誇り、雷の力を操る。極端に口数が少ないため、冥府神ワイバーン曰く「一番の力持ち。何を考えてるのか解らない存在」。またパワー＝怪力だけで言えば二極神をも凌駕するが戦いを好む性格ではなく、無益な殺生はしない。時にはナイとメアにも気をかけてやる心の余裕を持つ。そのため本来の力を見せることは少ないようであり、それを知っていたのもダゴンのみに限られている。武器は両刃の槍ウラノスとガイアの怒りで、ティタノマキアの光を得意技とする。ウルザードとも互角に戦えるほどの実力を持つ。
普段はあまり真意を見せることはないが、ン・マ転生は正しいことと信じていた。ン・マの魂をブレイジェルが内包していることを知り、それを奪いに行く冥府神ダゴン、冥府神ワイバーンとともに同行するとダゴンの命令で参戦して勝利する。
第6の神罰執行神として選ばれた際、自らが定めた神罰は「巨大な光球で地上の電気を吸収し、その力が溜まり切った時に投下して、地上界を一瞬で滅ぼす」というものである。しかし元々純粋な性格で冥府神の中で唯一命の大切さを知っており、芳香によって命の尊さをさらに深め、友情を教えられ、芳香の説得を聞き入れ神罰を解除する。しかし、ン・マの魂が転生の依代として冥府神ティターンを選んだ際、ン・マに命を献上することを拒んだために裏切り者として他の冥府神から命を狙われ、ン・マの魂を抱えて永遠の眠りに就くためにマルデヨーナ世界「永遠の樹海」の「時の動かない眠りの湖」へと向かったが、後一歩のところで冥府神ダゴンに殺されてしまい、ン・マが転生する。
芳香からは髪型から「アフロ君」と呼ばれる。
- モデルはギリシア神話・ローマ神話に登場する巨大な体を持つ神々の総称ティーターン。デザインはジャンボマックスや『超神ビビューン』のシンドのような巨大感が意識されておいる。先にキノコ頭のシルエットがあった大きな身体のため、頭部の形状や体の模様は雲をイメージしており、頭が雲に届いてしまった人という意味付けからアフロヘアとなった。ストーリーにあわせて顔の追加が提案されていたが、篠原は顔がない方がいいとしてこの意見を退けている。
- 中澤によれば、スーツアクターは福沢が中心であったが、マジグリーン役と兼任であったほか、Stage.45・Stage.46のころには次作『轟轟戦隊ボウケンジャー』の撮影も重なってきたため、日によって演者が変わっていたという。

トード
声 - 平野正人 / スーツアクター - 縄田雄哉
非常に食いしん坊な蛙の化身である冥府神。戦闘能力はあまり高くないが、体のイボの中に色々な毒を持ち、人や物を溶かしたり、魂と体の音を入れ替えたりする息の音（いきのね）を止める毒を出すことができる。舌を自在に操って獲物を捕食し、時には敵を絡めとり締め上げることもできる。武器は福音のハンマーホルンで、テッドボール♪レクイエムを得意技とする。冥府神ワイバーン曰く「一番の食いしん坊」。
魂を集めることが趣味で、自分のマルデヨーナ世界である茨の園にそれらを大事に茨に包んでコレクションしている。性格は貪欲かつ偏執的で子供っぽく、蛙だけに蛇である冥府神ゴーゴンを恐れている。
深雪を茨の園に閉じ込めていた張本人でもあり、一瞬正気を取り戻したウルザードが魂たちの花園に光と化して飛ばした深雪の魂を偶然見つけ、「レアたん」と称して捕らえている。
ゴーゴンが神罰を執行する前に彼女に唆されて一度地上に現れており、その際には魁と芳香の魂を入れ替える。その後第5の神罰執行神として現れた際、神罰のルールとして「地上界の空を冥府ガエルの卵で覆い、孵化した無数の冥府ガエルたちで全てを埋もれさせて押しつぶす」を定める。神罰執行をマジレンジャーに邪魔されたことに怒ってか、彼らを茨の園に連れ去り、サイコロの出た目で進むという双六のようなルール（しかもルールは冥府神トードの支配下でコロコロ変わる）で翻弄する。しかし、麗の機転によってゴールを許してしまい、奪い返されそうになった深雪の魂を消滅させて逃亡するが、父と母、そして兄妹5人の家族の絆によって深雪はその姿を取り戻し、マジマザーとマジレンジャー6人のファミリー・レジェンド・フィニッシュに敗北する。
- トード[＝Toad]は英語で主にヒキガエルの意味。十神の中で肥満体のキャラが欲しかったため、粘着質や陰湿さのイメージからトードがモチーフとなった。冥府神で唯一幻獣をモチーフとしていない。デザインは元々冥獣として用意されていたものをディテールアップしている。

サイクロプス
声 - 置鮎龍太郎、スーツアクター - 蜂須賀祐一、日下秀昭
無機的なメカ風の容姿をした一つ目・一本角で、冥府神ワイバーン曰く「一番の射撃の名手」。冷静沈着な性格で目の赤いランプを点滅させて激昂しても、深呼吸をし親指で顎を撫でることで落ち着きを取り戻すことができる。また、戦いを「狩り」と称し、相手を倒すことだけではなく、相手の精神が壊れる瞬間も楽しむというサディスティックな一面も持つ。
武器は一つ目のライフル銃で、正確無比・スコープアイを得意技とする。鏡（光を反射する物）の世界に潜む能力を持ち、その中を巧みに移動しながら精密機械のような正確さで敵を追い詰める。相手にダメージを与える黒い通常弾、相手をいぶり出す白い催涙弾、獲物を消し去ってしまう赤い必殺弾・消滅の緋色を使い分ける。さらに熱感知能力で姿を消した敵も逃さず、奥の手として弾道を曲げることも可能。
第2の神罰執行神であり、神罰のルールは「消滅の緋色による無差別射撃のみで、地上の全てを消滅させる」という物だったが、マジレンジャーにそれを阻止されると「日没までの間、自分の射撃から逃げ切れ」のルールを定め、蒔人・麗・芳香を消滅させ、翼と魁を一度は追いつめる。しかし蒔人のヒントと魁の叱咤を受けた翼の閃きによって、鏡の中に潜んでいることを見抜かれ、最後はマジレジェンドのスクリューカリバー・ファイヤートルネードに敗れる。
『スーパー戦隊199ヒーロー大決戦』、『仮面ライダー×スーパー戦隊 スーパーヒーロー大戦』にも登場。
- モデルはギリシア神話に登場する一つ目の巨人サイクロプス。イメージは単眼のスナイパーロボだったため、そこから逆引きされてサイクロプスというモチーフとなった。デザインは一つ目から連想したロボット風のものとなっており、篠原は誰かに造られた存在であると解釈している。
- 塚田は子供向け作品としての配慮から、撃たれると光の粒子になるという表現になったと述べている。

イフリート
声 - 稲田徹
炎とマグマを操ることができる冥府神で、体内には常に2,000℃以上の灼熱のマグマが煮えたぎる。武器はマグマ烈火棍棒とそれに鎖でつながったマグマ烈火球。冥府神ワイバーン曰く「身も心も一番暑苦しい神様」。
眼光で睨んだものを一瞬にして焼き尽くす能力炎の眼光を持ち、どんな攻撃もその体に届く前に蒸発してしまうため一度も傷ついたことがない。また体には大きな顔のような模様があり、これの口にあたる部分から巨大なマグマの塊マグマ炎爆弾を吐き出して敵を殲滅する。冥府神ワイバーンが評するように身も心も熱く性格は激しく直情的である。
第1の神罰執行神であり、神罰のルールは「タワーに蝋燭のごとく巨大な炎を灯して人々に懺悔の時間を与え、それが燃え尽きた時に再び現れて全てを焼き尽くす」というもの。その後、マジレンジャーと戦うが、彼らの弱さにあきれ果て、「塔に灯した火が消えるまで生き残れ」というルールを定める。一瞬の隙を衝かれたため、巨大化してマジレジェンドと戦うが、戦いにこだわるあまり、塔の火が消えたことを見落とし、それが原因で冥府神ダゴンに粛正されてしまう。
『スーパー戦隊199ヒーロー大決戦』にも登場。
- モデルはアラビアン・ナイトに登場する炎の魔人イフリート。火の存在しないインフェルシアで炎を操る能力を持つのは、冥府神の中で唯一の元天空聖者で、ブレイジェルの先代に相当する灼熱のエレメントであったためという裏設定がなされている。デザインイメージはマグマと溶岩。